# José Peñarroya
José Peñarroya Peñarroya (Forcall, Castellón, 1910-Barcelona, 1 de mayo de 1975) fue un historietista español de la Escuela Bruguera, creador de célebres personajes como Don Pío o Gordito Relleno. También fue, con Cifré, el portadista "oficial" de muchas de las publicaciones de la casa, hasta bien entrados los años 1960. Debido a ello, se le considera uno de los "cinco grandes" de la editorial en los años 50, junto a Cifré, Conti, Escobar y Giner (este, dibujante realista).

## Biografía
Durante la guerra civil española fue combatiente en el ejército republicano. 
En la primera posguerra abandonó su trabajo de contable por el estudio Dibujos Animados Chamartín, donde participó en la creación de varios cortometrajes.
En 1947 comenzó a colaborar con la Editorial Bruguera, para la que creó a Don Pío (1947), Calixto (1947), Gordito Relleno (1948) y Don Berrinche (1948). Colabora en varias revistas de la editorial, sobre todo Pulgarcito y El DDT. 
En esta época, trabajaba con sus amigos Cifré y Escobar en un estudio alquilado. Gustaban de la recogida de robellones en los meses de otoño y de gastarse bromas mutuamente, también en sus obras.
En 1957 se asocia con éstos y otros dibujantes de Bruguera (Conti y Giner) para crear una empresa autogestionaria, D.E.R., editora de la revista Tío Vivo. Dado que los derechos de sus personajes los posee Bruguera, Peñarroya crea nuevas series, entre las que destaca La familia Pi (1957), que tiene evidentes similitudes con su Don Pío. La empresa fracasa y tanto Peñarroya como sus compañeros optan por volver a trabajar para Bruguera. 
En su segunda etapa en la editorial destacan las series Floripondia Piripí (1958), Pepe, el hincha (1962), fruto de su pasión por el fútbol; Pitagorín (1966), protagonizada por un niño superdotado; y Rudesindo el bucanero (1966). También creó nuevas series para el suplemento "Tele Chico".

## Estilo
El estilo gráfico de Peñarroya evolucionó con los años hacia un mayor estatismo, abandonando líneas curvas y símbolos cinéticos.
Un autor de una generación posterior como Joan March, gran admirador de su obra, la elogiaba en 1981 con las siguientes palabras:

A mí Peñarroya, Escobar, me parecen fantásticos, yo lo veo como un humor mucho más interiorizado y quizá más inteligente; con Ibáñez uno se ríe a carcajadas, es mucho más directo, es un humor explosivo; sin embargo el otro es más sutil, nadie se ríe a carcajadas con las páginas de Peñarroya, pero para mí es mucho más poético. En una página de Peñarroya, un gesto, un movimiento, encierra en sí toda una emoción. Creo que los orientales entenderían mejor este tipo de humor que en este país, donde todos somos un poco bestias.

## Obra
| Años | Título                                           | Tipo                      | Publicación                          |
| ---- | ------------------------------------------------ | ------------------------- | ------------------------------------ |
| 1947 | Don Pío                                          | Serie                     | Pulgarcito, Super Pulgarcito, etc    |
| 1947 | El mundo se ríe                                  | Serie colectiva           | Pulgarcito                           |
| 1947 | Calixto                                          | Serie                     | Pulgarcito                           |
| 1948 | Gordito Relleno                                  | Serie                     | Pulgarcito                           |
| 1948 | Atleto, el Deportista                            | Serie                     | Pulgarcito                           |
| 1948 | Loquilandia                                      | Serie con Cifré y Escobar | El Campeón                           |
| 1948 | Don Berrinche                                    | Serie                     | El Campeón, Pulgarcito, El DDT, etc. |
| 1949 | Don Pío                                          | Monografía                | Bruguera: Magos del Lápiz            |
| 1950 | Calixto                                          | Monografía                | Bruguera: Magos de la Risa           |
| 1957 | La Familia Pí                                    | Serie                     | Tío Vivo                             |
| 1957 | Neronín                                          | Serie                     | Don José                             |
| 1958 | Floripondia Piripí, se pirra por dar el sí       | Serie                     | Sissi                                |
| 1962 | Pepe, el Hincha                                  | Serie                     | Tío Vivo                             |
| 1963 | Boliche y Chapinete                              | Serie                     | Tele Chico                           |
| 1963 | Perucho y Cheles                                 | Serie                     | Tele Chico                           |
| 1966 | Pitagorín                                        | Serie                     | Pulgarcito                           |
| 1966 | Rudesindo, el Bucanero. Un tipo de cuerpo entero | Serie                     | El Capitán Trueno Extra              |
| 1971 | Draculino                                        | Serie                     | Terror Fantastic                     |